# Rosario Ortega
Rosario Ortega (Miami, Estados Unidos; 9 de noviembre de 1985) es una cantante argentina nacida en Estados Unidos. Es hija del cantante y compositor Palito Ortega y de la actriz Evangelina Salazar,  hermana de la actriz Julieta Ortega, el cantante y actor Emanuel Ortega, el productor Sebastián Ortega, el productor ganador de un Emmy, Martín Ortega y el director Luis Ortega.

## Carrera
Rosario nació en Miami y vivió ahí hasta los 5 años. Cuando Palito, su padre, fue elegido gobernador de Tucumán, parte de la familia se mudó a las afueras de la capital provincial. A los 16, después del fracaso de la gestión política de Palito la familia se refugió, otra vez, en Miami. Ella jugaba a hacer música con la computadora y aprendía a cantar. A los 19 volvió a Buenos Aires donde empezó a estudiar guitarra y compuso su primera canción, titulada "Se va". Luego fue convocada por Jesse Harris, productor y autor de las canciones del primer disco de Norah Jones, y por Ethan Hawke para formar parte de la banda de sonido de la película "The Hottest State", donde también cantan Norah Jones, Willie Nelson, Cat Power y Bright Eyes, entre otros. Entre 2008 y 2009 fue vocalista de la banda Entre Ríos, con quienes grabó su álbum homónimo. En 2011 fue elegida por Charly García para ser vocalista de su banda The Prostitution y en el 2012 editó su primer disco solista (también producido por Jesse Harris) por el que fue nominada al Grammy como mejor nueva artista.
A mediados de 2016, tras la salida de Julieta Venegas, forma parte de la súper banda Meteoros y aprovechan para versionar «Esclavos del silencio» del álbum debut homónimo de la banda.

## Discografía
| Discografía | Discografía     | Discografía   | Discografía                  | Discografía |
| Año         | Título          | Banda         | Notas                        |             |
| ----------- | --------------- | ------------- | ---------------------------- | ----------- |
| 2008        | Entre Ríos      | Entre Ríos    |                              |             |
| 2009        | Apenas          | Entre Ríos    |                              |             |
| 2012        | Viento y Sombra | Solista       |                              |             |
| 2017        | Random          | Charly García | Coros                        |             |
| 2019        | Meteoros+       | Meteoros      | Vacaciones de Mi Mente (voz) |             |
| 2020        | Otro Lado       | Solista       |                              |             |

## Televisión
| Televisión | Televisión                       | Televisión | Televisión | Televisión                     |
| Año        | Título                           | Personaje  | Canal      | Notas                          |
| ---------- | -------------------------------- | ---------- | ---------- | ------------------------------ |
| 2008       | Mañanas informales               | Ella misma | El Trece   | Artista invitada               |
| 2011       | Pura Química                     | Ella misma | ESPN+      | Invitada junto a Charly García |
| 2012       | Graduados                        | Ella misma | Telefe     | Cameo                          |
| 2012       | Pura Química                     | Ella misma | ESPN+      | Artista invitada               |
| 2014       | La celebración                   | Ella misma | Telefe     | Cameo                          |
| 2014       | Viudas e hijos del rock and roll | Ella misma | Telefe     | Cameo                          |